# اقلیم توندرا

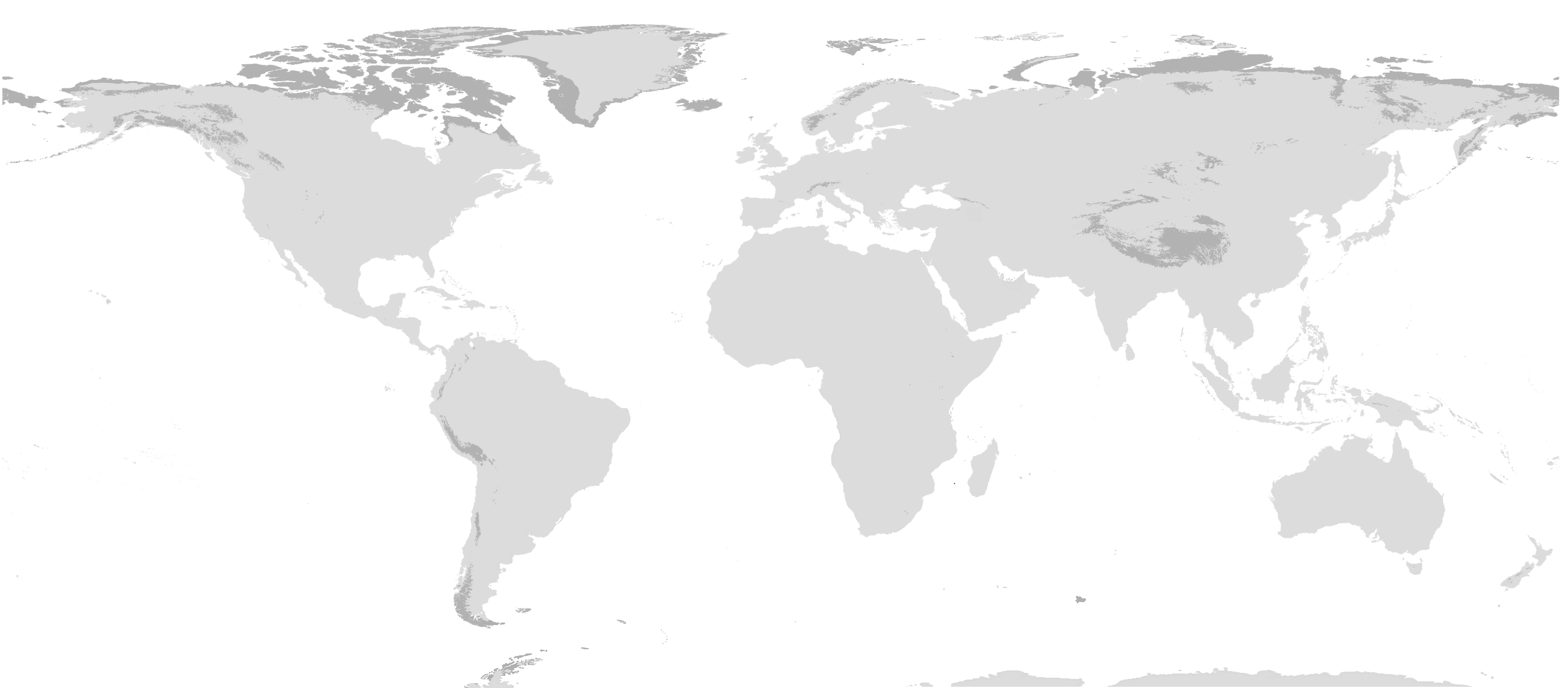
پراکندگی اقلیم توندرا در جهان

اقلیم توندرا (انگلیسی: Tundra climate) یک زیرگونه از اقلیم قطبی است که در عرض‌های جغرافیایی بالا و ارتفاعات بلند دیده می‌شود. این اقلیم در سامانه طبقه‌بندی اقلیمی کوپن با ET نشان داده می‌شود. اقلیم توندرا، آب و هوایی است که دمای متوسط حداقل یک ماه آن به اندازه کافی برای آب‌شدن برف بالا است (۱۰ درجه سلسیوس (۵۰ درجه فارنهایت))، اما هیچ ماهی با میانگین دمای بیش از ۱۰ درجه سلسیوس (۵۰ درجه فارنهایت) وجود ندارد. اگر متوسط سرمای آب و هوا در ارتفاعات زیاد باشد که از رشد گیاهان جلوگیری کند به آن اقلیم آلپ می‌گویند.
با وجود تنوع بالقوه آب و هوا در رده اقلیم توندرا که این تنوع شامل تنوع در بارندگی، دماهای شدید و فصول مرطوب و خشک نسبی، این نوع اقلیم به ندرت به زیربخش‌های کوچک‌تر تقسیم‌بندی شده‌است. در اقلیم توندرا به دلیل مقدار کم فشار بخار آب در هوای سرد، بارندگی و برف معمولاً اندک است، اما به عنوان یک قاعده، مقدار بسیار کم تبخیر و تعرق بالقوه، باعث تشکیل زمین‌های نمناک و باتلاق‌ها حتی در مکان‌هایی می‌شود که بارش آن در حد بیابان‌های عرض‌های جغرافیایی پایین و میانی است. مقدار زیست‌توده بومی توندرا بیشتر از میزان بارندگی به دمای محلی بستگی دارد.